# Lo Ovalle (estación)
Lo Ovalle es una estación ferroviaria que forma parte de la Línea 2 del Metro de Santiago de Chile. Se encuentra subterránea entre las estaciones Ciudad del Niño y El Parrón bajo la Gran Avenida en el Paradero 18 de la comuna de La Cisterna.

## Entorno y características
Esta estación fue, entre 1978 y 2004, la terminal sur de la Línea 2. En su calidad de extremo sur de la Red de Metro, tenía gran flujo de pasajeros y en ella fue construida una terminal de Metrobuses para conectar a la Red a las comunas más apartadas, junto a un conjunto de locales comerciales en este barrio residencial. Con la extensión hacia el sur hasta la estación La Cisterna en el Paradero 25 de Gran Avenida, Lo Ovalle ha perdido un poco de importancia aun cuando sigue siendo estación de transferencia con el sistema de Metrobuses y alimentadores de la Red Metropolitana de Movilidad. La estación posee una afluencia diaria promedio de 20 747 pasajeros.
En el sector de la exestación terminal se encuentran 2 centros comerciales iconos de La Cisterna; el Caracol Lo Ovalle por la vereda oriente, mientras en la vereda poniente esta el Persa Lo Ovalle y el Terminal de Metrobuses.
Entre esta estación y Ciudad del Niño se ubican los talleres de la Línea 2 del Metro.

### Accesos
| Acceso | Intersección      |
| ------ | ----------------- |
| A      | Persa Lo Ovalle   |
| B      | Caracol Lo Ovalle |

## Origen etimológico
La estación se ubica entre dos y tres cuadras al sur de la Avenida Lo Ovalle, una importante vía en la zona sur de Santiago de Chile.
Este nombre se remonta al poblado de Puente Lo Ovalle, que se originó entre los años 1880, cuando se construyó un puente de madera sobre un canal que servía para regar las tierras agrícolas del sector. El nombre del fundo Lo Ovalle viene de su propietario, de la tradicional familia santiaguina Ovalle.

## Galería

Antiguo símbolo con que se identificó a la estación.
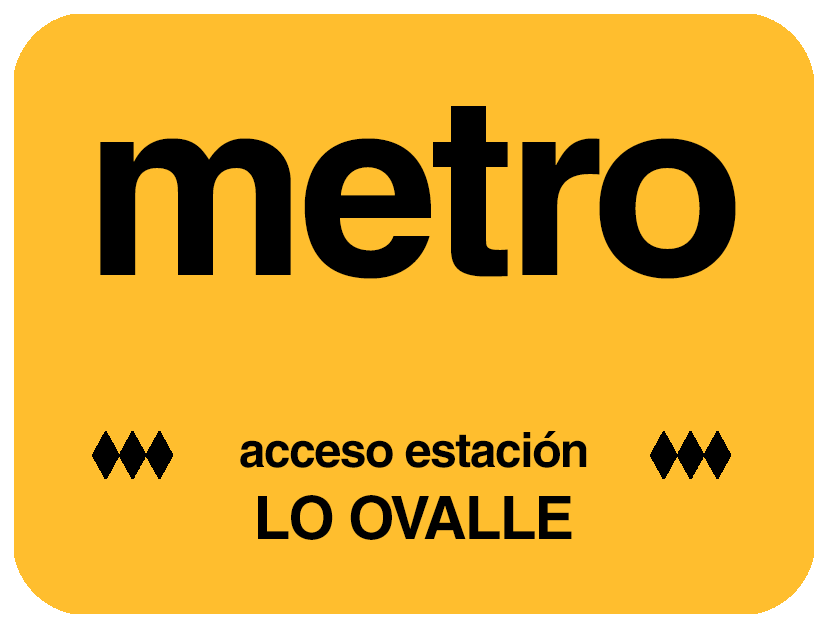
Letrero utilizado en los accesos a la estación hasta 1997.
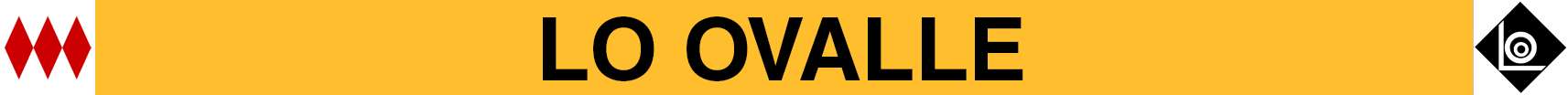
Cenefa antigua utilizada en los andenes.
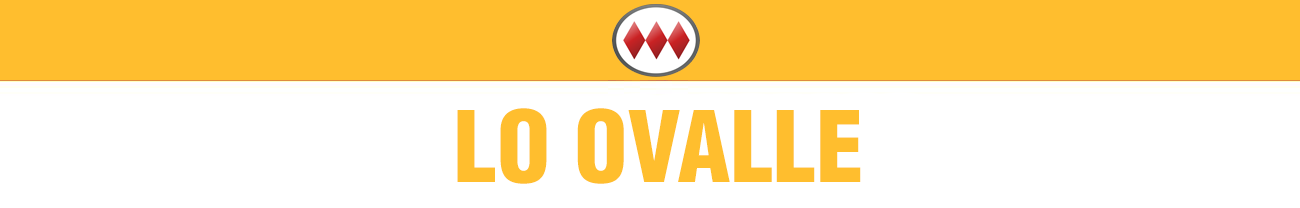
Cenefa utilizada actualmente en los andenes.

## Talleres de Lo Ovalle
Entre las estaciones Ciudad del Niño y Lo Ovalle se encuentran los talleres de la Línea 2 del Metro de Santiago. Estos talleres son también cocheras, en este lugar se guardan, limpian y mantienen los trenes que hacen servicio de pasajeros.
El día de 8 de febrero de 2012, a las 9:40 horas, un tren de modelo NS-93 se descarriló de las cocheras impactando fuertemente al estacionamiento del condominio "La Foresta" de la comuna de San Miguel, destruyendo varios vehículos a su alrededor. Afortunadamente no hubo lesionados ni fallecidos.

## Conexión con Red Metropolitana de Movilidad
Independiente de la Estación Intermodal Lo Ovalle, la estación posee 4 paraderos de Red en sus alrededores, los cuales corresponden a:
| Paradero/ Código                            | Recorridos |
| ------------------------------------------- | --- |
| Parada / Metro Lo Ovalle (PG68)             | 201 (Mall Plaza Norte) - 223 (Santiago) - 229 (Metro La Moneda) - 264n (Pedro Fontova) - 271 (Santiago) - 301 (Juan Antonio Ríos) - 329 (Mall Plaza Oeste) |
| Parada / Metro Lo Ovalle (PG1)              | 201 (San Bernardo) - 223 (Lo Espejo) - 229 (La Pintana) - 264n (Santo Tomás) - 271 (San Bernardo) - 301 (Angelmó) - 329 (Mall Florida Center)              |
| Parada 4 / Paradero 17 Gran Avenida (PH249) | G11* (Metro Lo Ovalle) |
| Av.Lo Ovalle / esq. 2.ª Transversal (PH250) | G11* (Metro Lo Ovalle) |

* Solo utiliza esta parada fuera del horario de operación de Metro